# Giorgio Muratore
Giorgio Muratore (Roma, 26 dicembre 1946 – Roma, 8 marzo 2017) è stato un architetto, storico dell'architettura e docente italiano.

## Biografia
Nato a Roma nel 1946, Muratore si laurea in Architettura nel 1970 presso l'Università di Roma La Sapienza sotto la guida di Bruno Zevi. Durante gli anni della formazione e della carriera accademica, collabora con figure di spicco del panorama architettonico italiano, tra cui Ludovico Quaroni, Paolo Portoghesi e Tomás Maldonado.
Insegna dal 1975 al 1983 "Teoria delle Forme" presso la Facoltà di Lettere e Filosofia dell'Università di Bologna. A partire dal 1984, è docente alla Facoltà di Architettura della Sapienza Università di Roma, dove tiene corsi su "Storia delle Arti Industriali", "Teorie e Storia del Disegno Industriale" e "Storia dell'Arte e dell'Architettura Contemporanea".
Muratore è stato un prolifico autore e collaboratore di importanti riviste di architettura. Redattore per Controspazio e Casabella, ha diretto la pubblicazione degli Annali dell'Architettura Italiana Contemporanea. I suoi scritti sono apparsi su numerose testate internazionali, tra cui Domus, Lotus international, Alphabeta, 9H, Werk, Bauwelt e Zodiac. Ha collaborato inoltre con quotidiani come La Repubblica, Paese Sera, l'Unità e Il Messaggero.
È stato membro attivo di ARTWATCH Italia e ha fatto parte del direttivo della sezione romana di Italia Nostra, oltre a collaborare con il comitato nazionale di DO.CO.MO.MO. per la tutela dell'architettura moderna. Dal 2005 fino alla sua scomparsa nel 2017, ha curato con continuità il blog Archiwatch, uno dei primi spazi digitali dedicati alla critica architettonica in Italia. Dopo la sua morte, il blog è diventato il sito ufficiale del Centro Studi Giorgio Muratore, istituito nato per raccogliere e valorizzare il suo lascito intellettuale.
Dopo la sua scomparsa, la Facoltà di Architettura della Sapienza Università di Roma gli ha dedicato una giornata di studi (18 ottobre 2017) per riconoscere il suo ruolo nella ricerca e nella didattica.

## Opere (parziale)
- Giorgio Muratore, La Città rinascimentale, tipi e modelli attraverso i trattati, Milano, Mazzotta, 1975, SBN RAV0052267.
- Giorgio Muratore, (con Alessandra Capuano, Francesco Garofalo, Ettore Pellegrini), Guida all’architettura moderna: Italia. Gli ultimi trent’anni, Bologna, Zanichelli, 1988, ISBN 978-8808054340.
- Giorgio Muratore (a cura di), Cantieri romani del Novecento. Maestranze, materiali, imprese, architetti nei primi anni del cemento armato, Roma, Archivio Guido Izzi, 1995, SBN VEA0075632.
- Giorgio Muratore (a cura di con F. Boco, T. Kirk), Guglielmo Calderini dai disegni dell’Accademia di Belle Arti di Perugia: un architetto nell’Italia in costruzione, Perugia, Guerra Edizioni, 1995, ISBN 887-7151684.
- Giorgio Muratore, Sabaudia, 1934. Il sogno di una città nuova e l’architettura razionalista (Sabaudia, 1934. Le rêve d’une ville nouvelle et l’architecture rationaliste), a cura di con D. Carfagna, M. Tieghi, Comune di Sabaudia, Assessorato alla cultura, Boschi&F., Cisterna di Latina, 1999, SBN RMS2937545.
- Giorgio Ciucci e Giorgio Muratore (a cura di), Storia dell’Architettura italiana. Il primo Novecento, Milano, Electa, 2004, ISBN 978-8843548972.
- Giorgio Muratore, Guida all’architettura, Roma, L’Erma di Bretschneider, 2007, ISBN 978-8882653293.